# Ambasciata statunitense in Italia
L'Ambasciata degli Stati Uniti d'America presso la Repubblica Italiana è l'ente che cura ufficialmente i rapporti diplomatici fra Stati Uniti d'America e Repubblica italiana.
La sede si trova dal 1931 a Roma, a Palazzo Margherita, in via Veneto, mentre la residenza dell'ambasciatore è Villa Taverna in viale Gioachino Rossini, 5.

## Storia
Con la formazione del Regno d'Italia nel 1861 tali rapporti furono tenuti a livello di semplice legazione. Il primo capo della legazione statunitense nel neonato Regno, fu George Perkins Marsh, già capo della legazione presso il Regno di Sardegna a Torino. Egli ricoprì la carica dal 1865 fino al 1871, trasferendo tuttavia la sede della legazione da Torino a Firenze, nel 1865 (a palazzo Rosselli del Turco). I rapporti con il neonato Regno d'Italia si mantennero a livello di semplice legazione fino al marzo del 1894, quando la legazione fu elevata al rango di ambasciata. La prima sede dell'ambasciata a Roma fu un palazzo che si trovava tra le chiese di Santa Susanna e di Santa Maria della Vittoria, ma durante il regime fascista questo palazzo fu distrutto per costruire via XXVIII marzo, oggi via Bissolati, che fu aperta nel 1932. Dal 1931 la sede fu quindi sposata poco lontano, a Palazzo Margherita, in via Veneto, che fu definitivamente acquistato dal governo degli Stati Uniti nel 1946.
I rapporti diplomatici fra Italia e Stati Uniti si interruppero l'11 dicembre 1941, con l'entrata in guerra degli Stati Uniti contro l'Italia e le potenze dell'Asse. Già dal 6 ottobre 1941, tuttavia, l'ambasciatore statunitense a Roma William Phillips, in carica dal 1936, era stato richiamato e l'ambasciata affidata, fino alla chiusura dei rapporti, ad un chargé d'affaires, George Wadsworth, già collaboratore dell'ambasciatore Phillips.
I rapporti diplomatici ripresero, già a livello di ambasciatori, l'8 gennaio 1945, con la presentazione al governo italiano delle credenziali del neonominato ambasciatore Alexander Comstock Kirk (rimasto poi in carica per poco più di un anno). Da allora i rapporti diplomatici fra i due Paesi ripresero regolarmente senza interruzione fino a oggi.
Dall'agosto del 2005 l'ambasciatore degli Stati Uniti in Italia è anche accreditato come ambasciatore presso la Repubblica di San Marino.

## Elenco degli ambasciatori statunitensi dal 1840
| Nome e Titolo                            | Presentazione delle credenziali | Termine dell' incarico |
| ---------------------------------------- | ------------------------------- | ---------------------- |
| Hezekiah Gold Rogers, Chargé d'Affaires  | 15 settembre 1840               | 22 novembre 1841       |
| Ambrose Baber, Chargé d'Affaires         | 1º dicembre 1841                | 10 gennaio 1844        |
| Robert Wickliffe, Jr., Chargé d'Affaires | 10 gennaio 1844                 | 1847                   |
| Nathaniel Niles, Chargé d'Affaires       | 28 aprile 1848                  | 20 agosto 1850         |
| William B. Kinney, Chargé d'Affaires     | 21 agosto 1850                  | 8 ottobre 1853         |
| John M. Daniel, Chargé d'Affaires        | 10 ottobre 1853                 | 3 settembre 1854       |
| John M. Daniel, Inviato                  | 4 settembre 1854                | 10 gennaio 1861        |
| George P. Marsh, Inviato                 | 23 giugno 1861                  | 1865                   |

| Nome e Titolo            | Presentazione delle credenziali | Termine dell' incarico |
| ------------------------ | ------------------------------- | ---------------------- |
| George P. Marsh, Inviato | 1865                            | 1871                   |

| Nome e Titolo                                    | Presentazione delle credenziali | Termine dell' incarico |
| ------------------------------------------------ | ------------------------------- | ---------------------- |
| George P. Marsh, Inviato                         | 1871                            | 23 luglio 1882         |
| William Waldorf Astor, Ministro plenipotenziario | 21 novembre 1882                | 1º marzo 1885          |
| John B. Stallo, Inviato                          | 27 novembre 1885                | 6 giugno 1889          |
| Albert G. Porter, Inviato                        | 6 giugno 1889                   | 9 luglio 1892          |
| William Potter, Inviato                          | 28 dicembre 1892                | 8 marzo 1894           |

| Nome e Titolo                          | Presentazione delle credenziali | Termine dell' incarico |
| -------------------------------------- | ------------------------------- | ---------------------- |
| Isaac Wayne MacVeagh, Ambasciatore     | 11 marzo 1894                   | 4 marzo 1897           |
| William F. Draper, Ambasciatore        | 29 giugno 1897                  | 5 giugno 1900          |
| George V. L. Meyer, Ambasciatore       | 4 febbraio 1901                 | 1 aprile 1905          |
| Henry White, Ambasciatore              | 16 aprile 1905                  | 26 febbraio 1907       |
| Lloyd C. Griscom, Ambasciatore         | 17 marzo 1907                   | 14 giugno 1909         |
| John G. A. Leishman, Ambasciatore      | 4 luglio 1909                   | 7 ottobre 1911         |
| Thomas J. O'Brien, Ambasciatore        | 13 novembre 1911                | 17 settembre 1913      |
| Thomas Nelson Page, Ambasciatore       | 12 ottobre 1913                 | 21 giugno 1919         |
| Robert Underwood Johnson, Ambasciatore | 22 aprile 1920                  | 20 maggio 1921         |
| Richard Washburn Child, Ambasciatore   | luglio 28, 1921                 | gennaio 20, 1924       |
| Henry P. Fletcher, Ambasciatore        | 2 aprile 1924                   | 3 agosto 1929          |
| John W. Garrett, Ambasciatore          | 20 novembre 1929                | 22 maggio 1933         |
| Breckinridge Long, Ambasciatore        | 31 maggio 1933                  | 23 aprile 1936         |
| William Phillips, Ambasciatore         | 4 novembre 1936                 | 6 ottobre 1941         |
| George Wadsworth, Chargé d'Affaires    | 6 ottobre 1941                  | 11 dicembre 1941       |

Dopo l'interruzione dei rapporti diplomatici, dovuta alle posizioni opposte dei due Paesi durante la seconda guerra mondiale, avvenuta l'11 dicembre 1941, essi ripresero il 16 ottobre 1944 e l'8 gennaio 1945 l'ambasciatore Alexander C. Kirk presentò le sue credenziali al governo italiano.
| Nome e Titolo                             | Presentazione delle credenziali | Termine dell' incarico |
| ----------------------------------------- | ------------------------------- | ---------------------- |
| Alexander Comstock Kirk, Ambasciatore     | 8 gennaio 1945                  | 5 marzo 1946           |
| James Clement Dunn, Ambasciatore          | 6 febbraio 1947                 | 17 marzo 1952          |
| Ellsworth Bunker, Ambasciatore            | 7 maggio 1952                   | 3 aprile 1953          |
| Clare Boothe Luce, Ambasciatrice          | 4 maggio 1953                   | 27 dicembre 1956       |
| James David Zellerbach, Ambasciatore      | 6 febbraio 1957                 | 10 dicembre 1960       |
| George Frederick Reinhardt, Ambasciatore  | 17 maggio 1961                  | 3 marzo 1968           |
| Hugh Gardner Ackley, Ambasciatore         | 3 aprile 1968                   | 27 agosto 1969         |
| Graham Martin, Ambasciatore               | 30 ottobre 1969                 | 10 febbraio 1973       |
| John A. Volpe, Ambasciatore               | 6 marzo 1973                    | 24 gennaio 1977        |
| Richard N. Gardner, Ambasciatore          | 21 marzo 1977                   | 27 febbraio 1981       |
| Maxwell M. Rabb, Ambasciatore             | 1º luglio 1981                  | 3 giugno 1989          |
| Peter F. Secchia, Ambasciatore            | 3 luglio 1989                   | 20 gennaio 1993        |
| Reginald Bartholomew, Ambasciatore        | 14 ottobre 1993                 | 28 settembre 1997      |
| Thomas M. Foglietta, Ambasciatore         | 11 dicembre 1997                | 1º marzo 2001          |
| Mel Sembler, Ambasciatore                 | 10 dicembre 2001                | 26 luglio 2005         |
| Ronald Spogli, Ambasciatore               | 12 agosto 2005                  | 6 febbraio 2009        |
| David H. Thorne, Ambasciatore             | ago-set 2009                    | settembre 2013         |
| John Phillips, Ambasciatore               | settembre 2013                  | gennaio 2017           |
| Kelly C. Degnan, Ambasciatrice ad interim | gennaio 2017                    | agosto 2017            |
| Lewis Eisenberg, Ambasciatore             | agosto 2017                     | 20 gennaio 2021        |
| Thomas D. Smitham, Chargé d'Affaires      | 20 gennaio 2021                 | 15 luglio 2022         |
| Shawn Crowley, Chargé d'Affaires          | 18 luglio 2022                  | 23 settembre 2023      |
| Jack Markell, Ambasciatore                | 23 settembre 2023               | 11 gennaio 2025        |
| Shawn Crowley, Chargé d'Affaires          | 11 gennaio 2025                 | 6 maggio 2025          |
| Tilman J. Fertitta, Ambasciatore          | 6 maggio 2025                   | in carica              |